# Industrial Bank
Die Industrial Bank Co., Ltd. ist ein chinesisches Unternehmen mit Firmensitz in Fuzhou, Fujian.

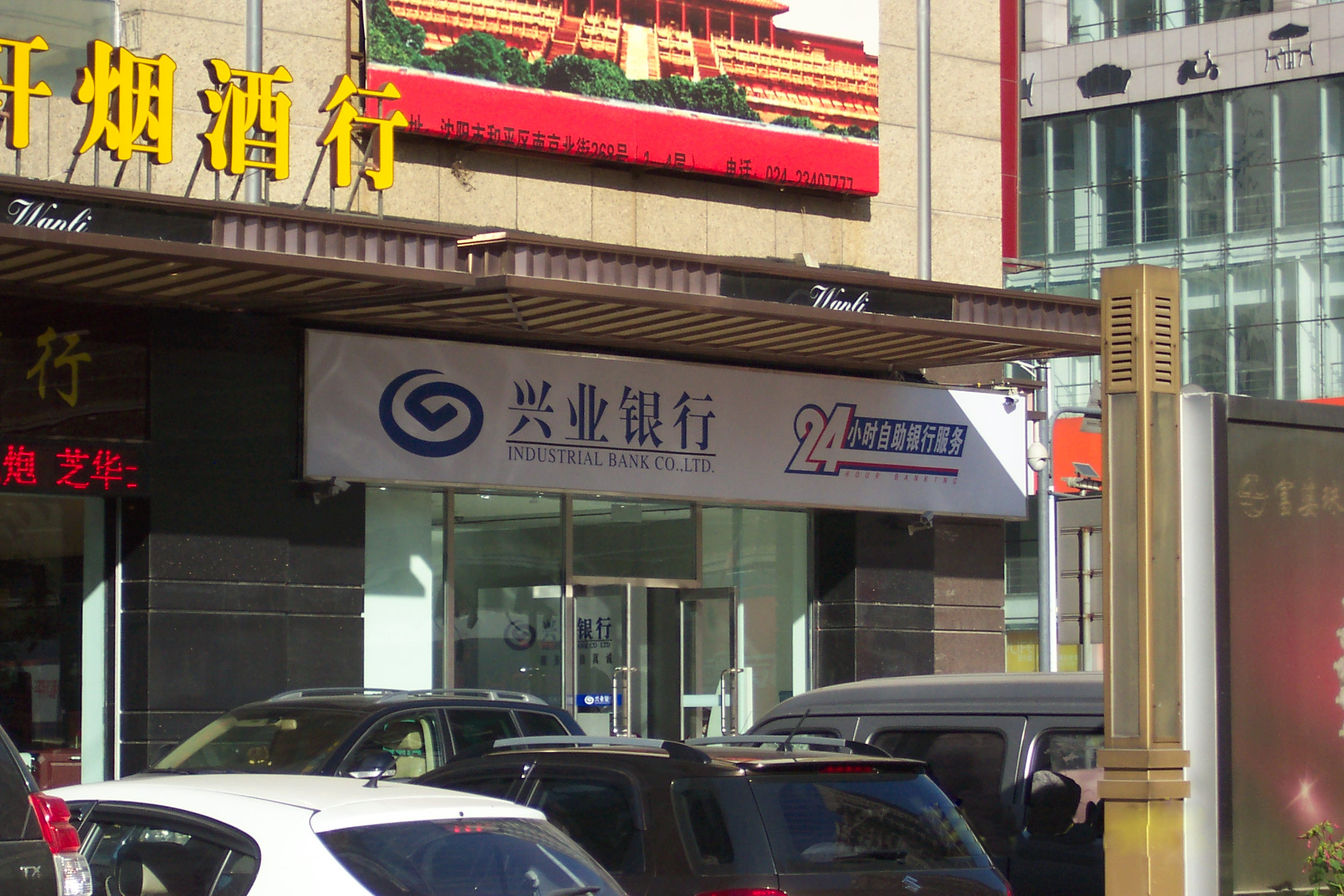
兴业银行股份有限公司 Industrial Bank Company of China

## Unternehmensprofil
Die Industrial Bank ist seit dem 5. Februar 2007 im Aktienindex SSE 50 gelistet und bietet Finanzdienstleistungen verschiedener Art an. Das Unternehmen ist nicht zu verwechseln mit der ehemaligen chinesischen Bank Industrial Bank of China in den 1910ern oder der National Industrial Bank of China, die mit der Bank of China in den 1950ern fusionierte, oder mit der gegenwärtig bestehenden chinesischen Bank Industrial and Commercial Bank of China (ICBC). Mit einer Bilanzsumme von 1432 Milliarden US-Dollar zählt die Industrial Bank zu den 30 größten Banken der Welt (Stand 2024).